# Agastache rugosa
Espèce
Classification phylogénétique
Agastache rugosa ((Fisch. et C. A. Mey.) O. Kuntze, 1891), l'agastache menthe ou menthe coréenne, est une espèce de plantes à fleurs de la famille des Lamiacées. C'est une plante herbacée vivace d'origine asiatique (Corée, Chine, Sibérie orientale).
Elle est cultivée en Europe pour ses vertus mellifère, condimentaire et médicinale.